# At (утилита)
at — Unix-утилита, читающая команды со стандартного входного потока и группирующая их в виде задания at для выполнения позже, в заданное время. Данная команда также доступна в среде MS Windows.

## Синтаксис
- at [-V] [-q очередь] [-f файл] [-mldbv] время
- at -c задание [задание…]

## Описание
at и batch читают команды из стандартного ввода или заданного файла, которые будут выполнены в определённое время, используя Bash.
at
запускает команды в заданное время.
atq
список заданий, заданных пользователем, если пользователь не суперпользователь; в этом случае выдаются все задания.
atrm
удаляет задания.
batch
запускает команды, когда уровни загрузки системы позволяют это делать; в других, когда средняя загрузка системы, читаемая из /proc/loadavg, опускается ниже 0.5, или величины, заданной при вызове atrun.
At позволяет использовать некоторые умеренно сложные спецификации времени HHMM (ЧасыМинуты) или HH:MM (Часы: Минуты) для запуска задания в определённое время дня (если это время уже прошло, то устанавливается следующий день). Можно также указать midnight (полночь), noon (полдень), или teatime (4 часа после полудня) (4pm), а также задать суффикс времени для AM (до полудня) или PM (после полудня) для запуска утром или вечером. Также можно указать дату запуска задания в форме имя_месяца день год (необязательно), или задать дату в форме MMDDYY, MM/DD/YY или DD.MM.YY. Заданная вами дата должна содержать параметр времени дня. Можно задать время как now + count time-units (текущее время + счётчик временных единиц), где временные единицы могут быть минутами, часами, днями или неделями. Можно указать at запустить задание сегодня, используя суффикс времени today, а для запуска задания завтра — суффикс tomorrow.
Суперпользователь может использовать эти команды в любом случае. Для других пользователей право на использование at определяется файлами /etc/at.allow и /etc/at.deny.
Если файл /etc/at.allow существует, то только пользователи, чьи имена указаны в этом файле, могут использовать at.
Если /etc/at.allow не существует, то проверяется /etc/at.deny; каждый пользователь, чьё имя не указано в этом файле, может использовать at.
Если не существует ни одного из вышеперечисленных файлов, то только суперпользователю разрешается использовать at.
В случае пустого /etc/at.deny считается, что каждому пользователю позволяется использовать эти команды; это установлено по умолчанию.

## Параметры запуска
-V
Выводит номер версии в стандартный поток stderr.
-q очередь
Использовать заданную очередь. Структура очереди содержит одну букву; правильные структуры очереди ранжируются от a до z и от A до Z. Очередь c — это очередь по умолчанию для at, и очередь E — это очередь по умолчанию для batch. Очереди со старшими буквами запускаются вперёд очередей с младшими буквами. Если задание ставится в очередь, начинающуюся с заглавной буквы, то задание трактуется так, как если бы оно было установлено для batch в это время. Если для atq задаётся определённая очередь, то atq будет показывать только задания в этой очереди.
-m
При завершении задания посылает e-mail пользователю (даже если задача ничего не вывела).
-f файл
Читает задание из файла, отличного от стандартного ввода.
-l
Сокращение для команды atq.
-d
Сокращение для команды atrm.
-b
Сокращение для команды batch.
-v
Указывает atq показывать завершённые задания, но пока не удалять задания в очереди; в других случаях — показывать время запуска задания.
-c
Выводит задания, перечисленные в командной строке, на стандартный вывод.

## Примеры использования
Хорошим примером для иллюстрирования действий at послужит следующая команда:
```
 
echo
 
"notify-send 'пора завтракать'"
 
|
 
at
 
06
:00

```

 Её результатом будет вызов уведомителя GNOME с текстом «пора завтракать» в шесть часов утра.
Более сложная конструкция для запуска приложения, требующего графический режим:
```
 
user@userubC2D64:~$
 
at
 
12
:29
warning:
 
commands
 
will
 
be
 
executed
 
using
 
/bin/sh
at>
 
export
 
DISPLAY
=
:0.0
 
#указываем дисплей

at>
 
steam
 
#команда с параметрами

at>
 
<EOT>
 
#Ctrl+D

job
 
16
 
at
 
Thu
 
Mar
 
15
 
12
:29:00
 
2012

```

 Её результатом будет вызов приложения Steam в указанное время.